# Grande Sure
Vous lisez un « bon article » labellisé en 2015.
Ne doit pas être confondu avec la Sure dans le massif du Vercors.
La Grande Sure est un sommet du département français de l'Isère s'élevant à 1 920 mètres d'altitude dans le massif de la Chartreuse, dans les Alpes, et dominant le Pays voironnais. Situé en bordure occidentale du massif, il est constitué de calcaires du Fontanil. Il peut être gravi par le versant oriental depuis le col de la Charmette en passant par le col de la Grande Vache ou depuis le col de la Placette par le versant occidental, qui présente cependant plus de dénivelé et des passages plus difficiles. La montagne fait partie du parc naturel régional de Chartreuse et d'une zone naturelle d'intérêt écologique, faunistique et floristique. Le chamois est notamment présent dans les parties abruptes de l'étage alpin.

## Toponymie
Sure, comme Suretta, signifierait « montagne, monceau, tas ». On retrouve cette forme dans l'ombrien surum. L'origine serait commune avec thur et thura, dont le th est une consonne fricative plutôt qu'occlusive, avec turraz, tuglia ou encore tauern. Dans le cas de ce dernier, comme dans Hohe Tauern ou Niedere Tauern, taur signifierait « montagne » mais aussi « col de montagne » et serait issu des langues slaves où tur désigne une hauteur, une colline,. Si les cols de la Grande et de la Petite Vache, ou encore la combe des Veaux, pourraient indiquer une présence de longue date de l'élevage sur la montagne, l'explication selon laquelle Sure dériverait de chtiure ou stiure, régionalisme pour « chèvre » paraît donc plus improbable.
Les pâturages de la Grande Vache et la vallée de la Petite Vache sont indiqués sur la carte de Cassini mais il faut attendre les cartes d'État-Major du XVIIIe siècle pour que les rochers de la Sure soient mentionnés, avec une altitude de 1 924 mètres. Le Breton Antonin Macé, devenu professeur d'histoire à la faculté de Grenoble, publie une série d'articles, notamment dans le Bulletin officiel des chemins de fer, et fait mention en 1860 de la Grande Sure.

## Géographie

### Situation

Carte topographique de la Grande Sure.

La Grande Sure est située dans le Sud-Est de la France, dans la région Auvergne-Rhône-Alpes et le département de l'Isère, sur le territoire de la commune de Saint-Julien-de-Ratz. L'extrémité septentrionale de la montagne appartient à la commune de Saint-Joseph-de-Rivière tandis que l'extrémité méridionale est sur le territoire de Pommiers-la-Placette. Elle se trouve à une dizaine de kilomètres à l'est-sud-est de Voiron, environ 17 kilomètres au nord de Grenoble et plus de 80 kilomètres au sud-est de Lyon. Elle fait partie du massif préalpin de la Chartreuse.
Elle est prolongée au sud, sur la crête occidentale du massif, par le rocher de Lorzier (1 838 m) puis par les rochers de Chalves (1 845 m) ; au-delà de la crête d'Hurtières à l'est s'élève le Charmant Som (1 867 m). À l'ouest, la Grande Sure domine le plateau jurassien du Grand-Ratz (942 m à son point culminant).

### Topographie
Le sommet s'élève à 1 920 mètres d'altitude. À son pied se trouvent la plaine du Guiers (environ 400 m) au nord et le col de la Placette (587 m) à l'ouest qu'il domine donc de près de 1 500 mètres de dénivelé ; le col de la Charmette (1 261 m) est situé au sud-est. À l'est se trouvent les cols de la Sure (1 675 m) et de la Grande Vache (1 712 m), au nord-est ceux de la Petite Vache (1 643 m) et de la Charmille (1 605 m).

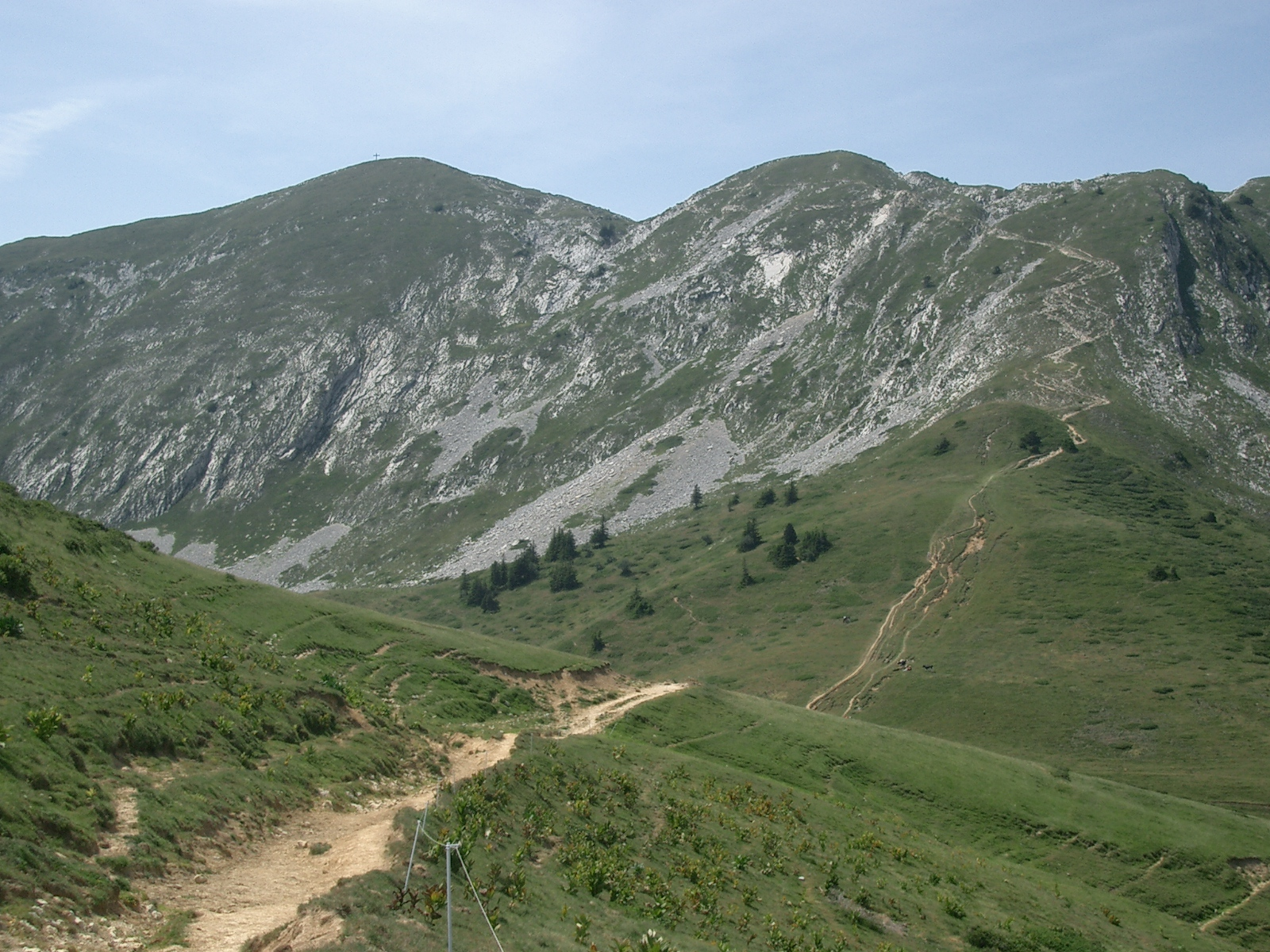
Vue du sommet depuis le col de la Grande Vache.
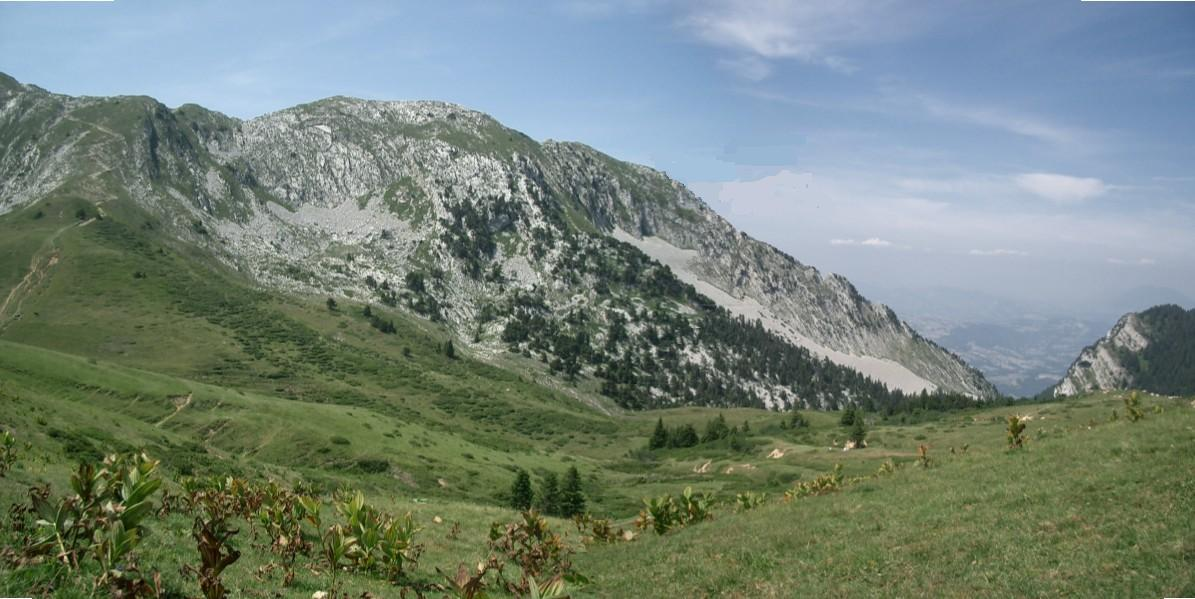
Vue depuis le col de la Grande Vache en direction du nord.

Depuis le Pays voironnais, d'où elle est particulièrement visible, la Grande Sure a la forme d'une molaire qui serait légèrement penchée vers l'est en raison de l'inflexion aux extrémités de sa crête sommitale. Depuis l'est, son aspect est plus acéré. Ses parois dominent des prairies d'altitude sillonnées d'éboulis et situées au-dessus de la limite des arbres entre 1 500 et 1 600 mètres d'altitude. Plusieurs torrents s'écoulent sur le versant occidental de la montagne : le ruisseau de Chorolant au nord, le ruisseau du Grand Moulin d'où jaillit la cascade de la Pisserotte, le Petit Ruisseau aussi nommé ruisseau des Bouzes, et le ruisseau de Grépy aussi nommé ruisseau de l'Hérétang au sud.

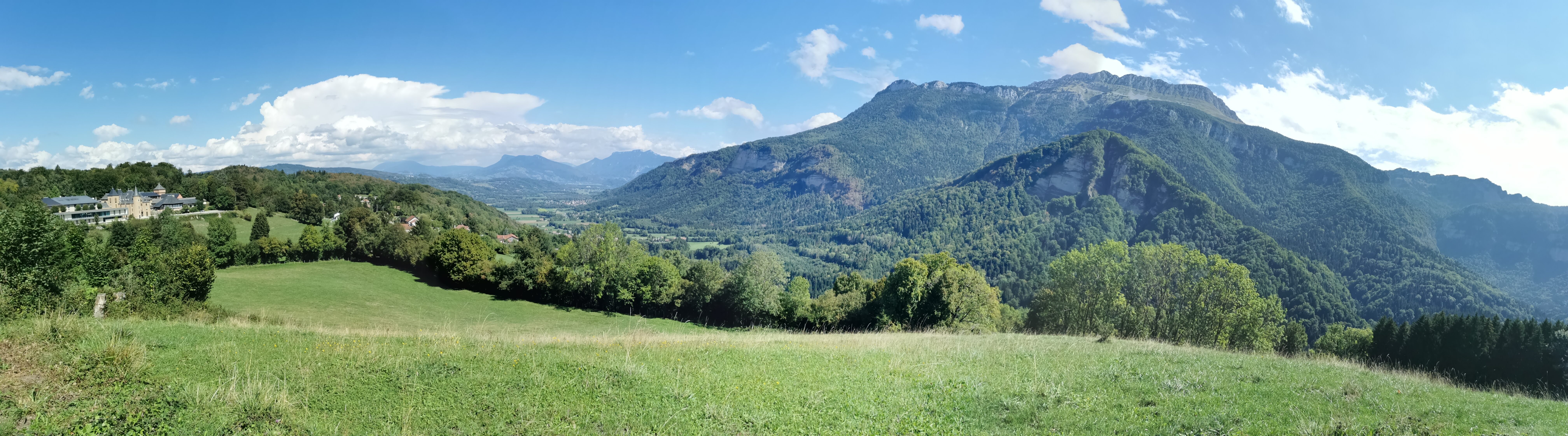
Vue de la Grande Sure depuis le plateau du Grand-Ratz.

### Géologie
La Grande Sure est composée de calcaires du Fontanil correspondant à l'étage du Valanginien formés par sédimentation marine dans la Téthys alpine au cours du Crétacé inférieur. L'étage supérieur du Hauterivien constitue le talus occidental de la crête d'Hurtières, à l'est. L'Urgonien, caractéristique des autres sommets principaux de la Chartreuse, est ici présent uniquement sur le versant oriental de la crête d'Hurtières,. Dans la direction opposée par rapport au sommet, le versant occidental de la Grande Sure est composé de calcaires et roches marno-calcaires du Berriasien. Ils dominent à l'ouest les calcaires du Tithonien correspondant au Jurassique supérieur et les molasses du Miocène.
La Grande Sure est constituée par le versant occidental du vaste synclinal de Proveysieux, centré sur le col de la Charmette. Les promontoires rocheux à l'ouest du sommet, au niveau de Pierre Taillée et des Trois Fontaines, forment un anticlinal qui vient chevaucher le synclinal de Voreppe. Le découvrement de roches inférieures à l'Urgonien dans la région de la Grande Sure s'explique par une ou deux périodes de pénéplanation, dont la plus récente remonterait au Villafranchien (fin du Pliocène-début du Pléistocène), alors que le plissement alpin était encore en cours. Les traces de cet aplanissement sont visiblement au sommet de la Grande Sure et le long du versant oriental de la crête d'Hurtières. Le plissement tectonique tardif du chevauchement de Voreppe, suivi d'une érosion différentielle, au Quaternaire, ont achevé de mettre les roches plus anciennes au jour,. Les vallons au nord et au sud du col de la Sure mettent en évidence la présence d'anciens glaciers sur le versant oriental de la montagne.

### Climat

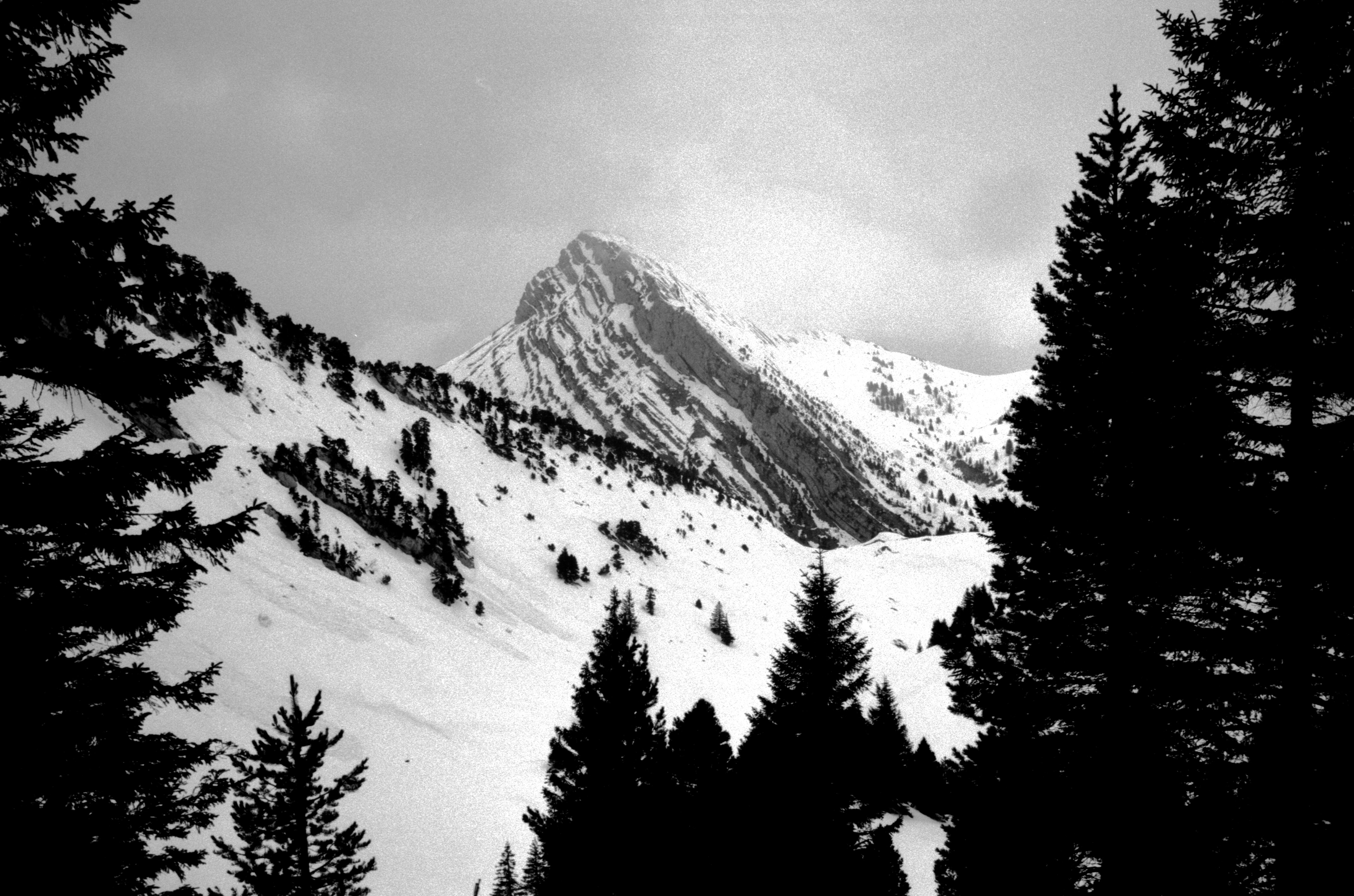
Vue de la Grande Sure en hiver, sous la neige.

Le massif de la Chartreuse est soumis à un climat océanique montagnard. Il agit comme une barrière face aux vents dominants d'ouest venant de l'océan Atlantique et reçoit ainsi une grande quantité de précipitations, avec un pic au début du printemps et un autre au début de l'automne. Un tiers de ces précipitations se produit sous forme de neige. De ce fait, l'épaisseur du manteau neigeux au col de Porte (1 326 m) avoisine un mètre fin février, mais a atteint des hauteurs record de 200 à 230 centimètres pour la même période en 1979, 1982 et 1985. Toutefois, l'enneigement moyen, qui a diminué de moitié depuis cinquante ans, est mesuré à cinquante centimètres en moyenne depuis dix ans au cours de l'hiver. Ainsi, depuis les années 2000, la neige se maintient en moyenne 150 jours par an au col de Porte, soit trente jours de moins que dans les années 1960 ; la présence d'un manteau neigeux supérieur à un mètre a reculé de quinze jours tous les dix ans en moyenne sur la même période. Cette observation coïncide avec une hausse des températures de 1,4 °C depuis un demi-siècle sur une période du 1er décembre au 30 avril.

### Faune et flore
La Grande Sure est un refuge du chamois,. Le Mouflon corse est introduit en 1970 et compte une centaine d'individus se déplaçant du Charmant Som en été aux environs de la Grande Sure en hiver. Parmi les espèces d'oiseaux inventoriées figurent l'Aigle royal et le Tétras lyre, protégées au titre de la Directive oiseaux, ainsi que le Chocard à bec jaune et la Bécasse des bois,.
Le Sabot de Vénus est protégé au titre de la Directive habitats. Comme cette espèce, la Primevère oreille d'ours et la Saxifrage variable sont protégées sur l'ensemble du territoire métropolitain. On trouve également l'Œillet de Montpellier, le Millepertuis à sous (ou Vulnéraire du Dauphiné), la Potentille luisante, le Daphné des Alpes, l'Épipactis à labelle étroit, la Lunaire vivace, l'Orobanche du sermontain et une espèce de fougère, le Polystic à aiguillons,.

## Histoire

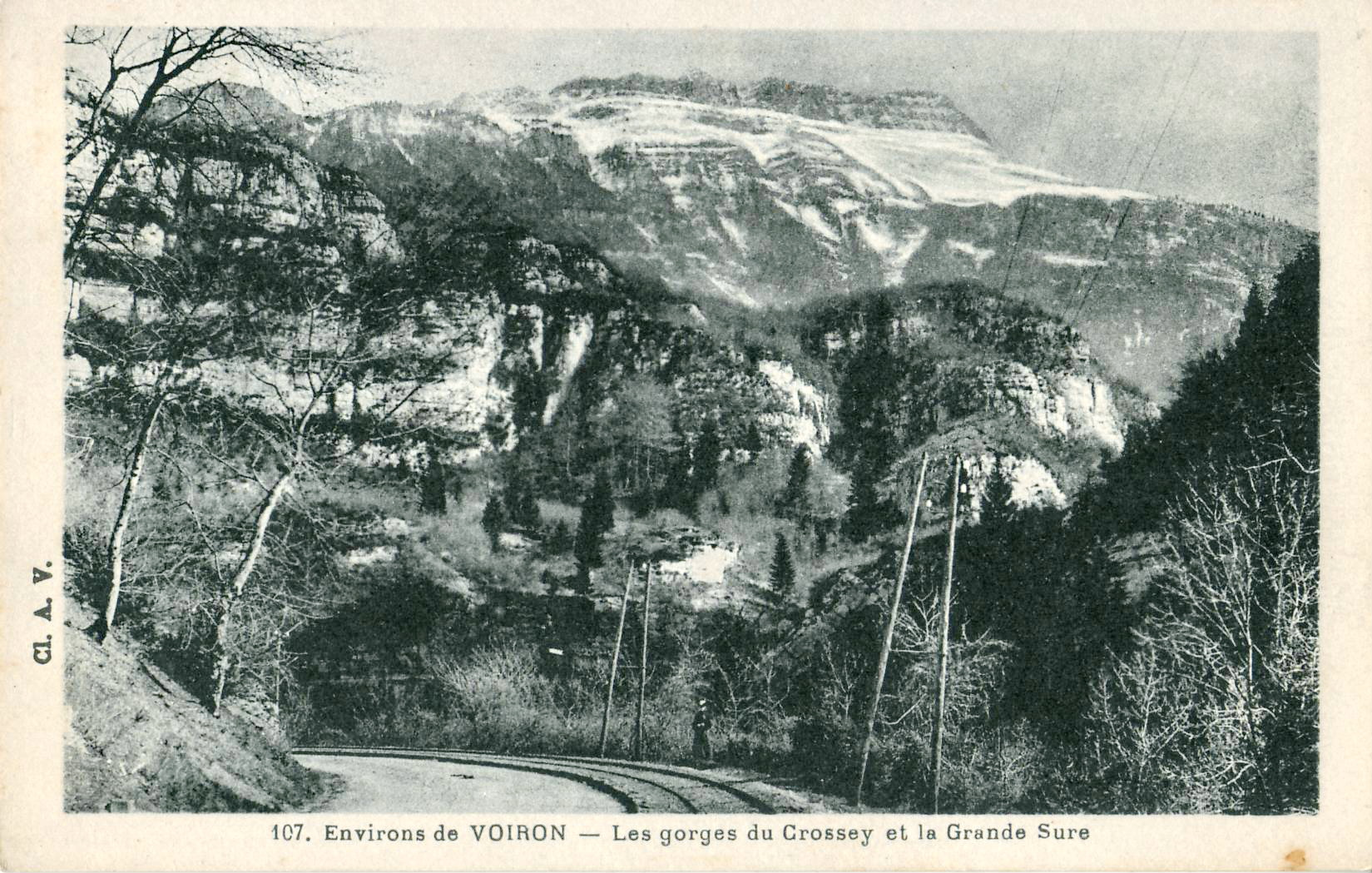
Carte postale datée de 1935 représentant les gorges de Crossey et la Grande Sure.

Au milieu du XIXe siècle est évoquée l'existence de chalets, désormais disparus, à la Grande et à la Petite Vache. Les pâturages de la Grande Sure sont exploités. En 1882, Émile Viallet consacre dans Le Dauphiné un article à la montagne, qui est ensuite publié dans un ouvrage de seize pages intitulé Ascension de la Grande Sure (massif de la Chartreuse) par Voreppe, Pommiers et le Pas de la Miséricorde, avec indications de divers itinéraires.

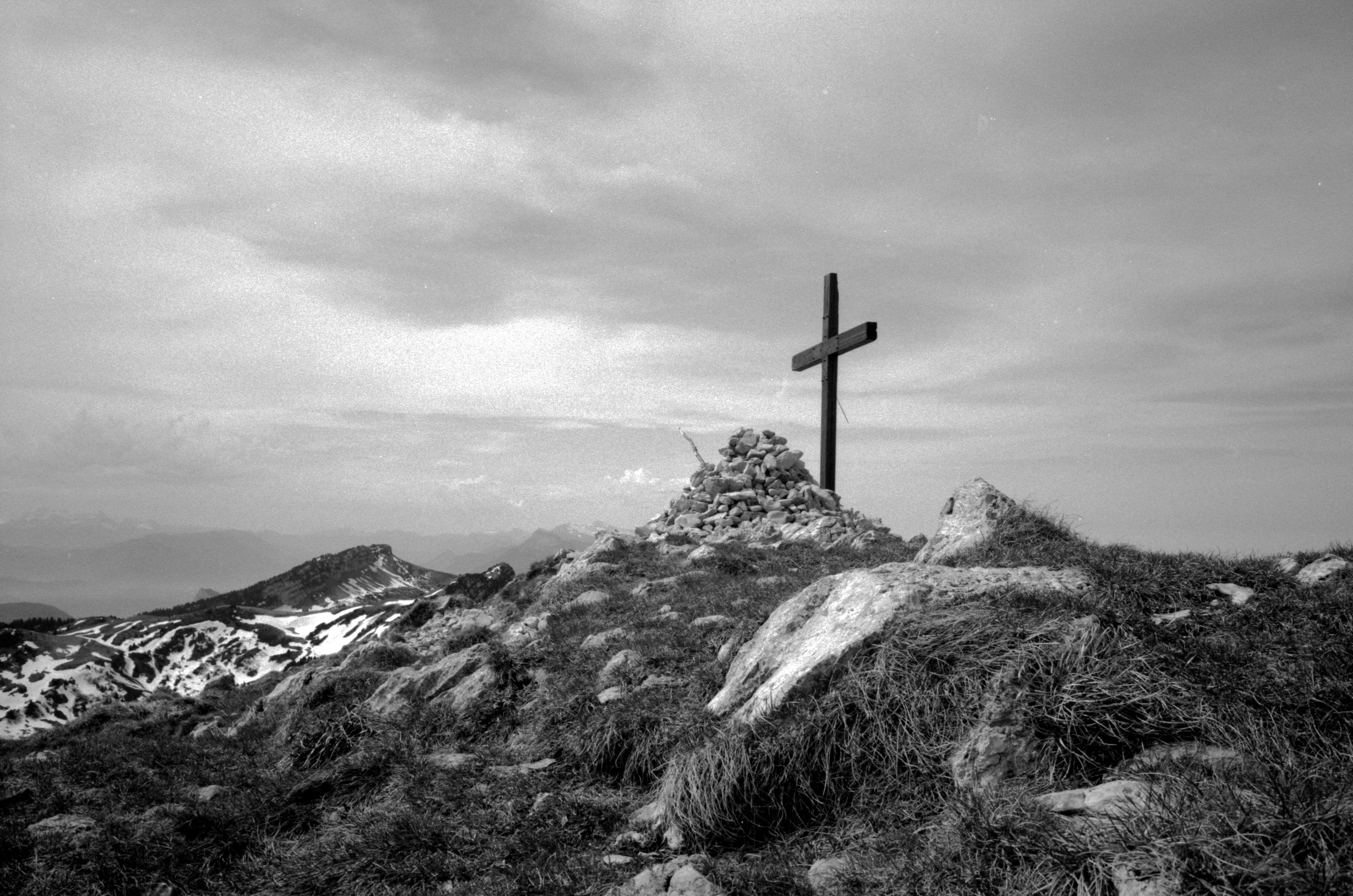
Vue de la croix sommitale et d'un cairn à la Grande Sure.

En avril 2000, la croix sommitale de la Grande Sure est la première d'une longue série à être vandalisée dans le massif de la Chartreuse. L'année suivante, deux nouvelles croix sont préparées pour ce sommet. Le 10 juin 2001, la plus grande, faite en lamellé-collé, est installée afin qu'elle soit visible depuis le Voironnais. Elle est de nouveau abattue une dizaine de jours plus tard, alors qu'un nuage recouvre le sommet. Le 21 juillet, elle est redressée mais a perdu 1,3 mètre de hauteur. La seconde croix, plus ouvragée, est finalement posée sur Chamechaude, qui avait perdu la sienne depuis plusieurs années.

## Activités

### Randonnée

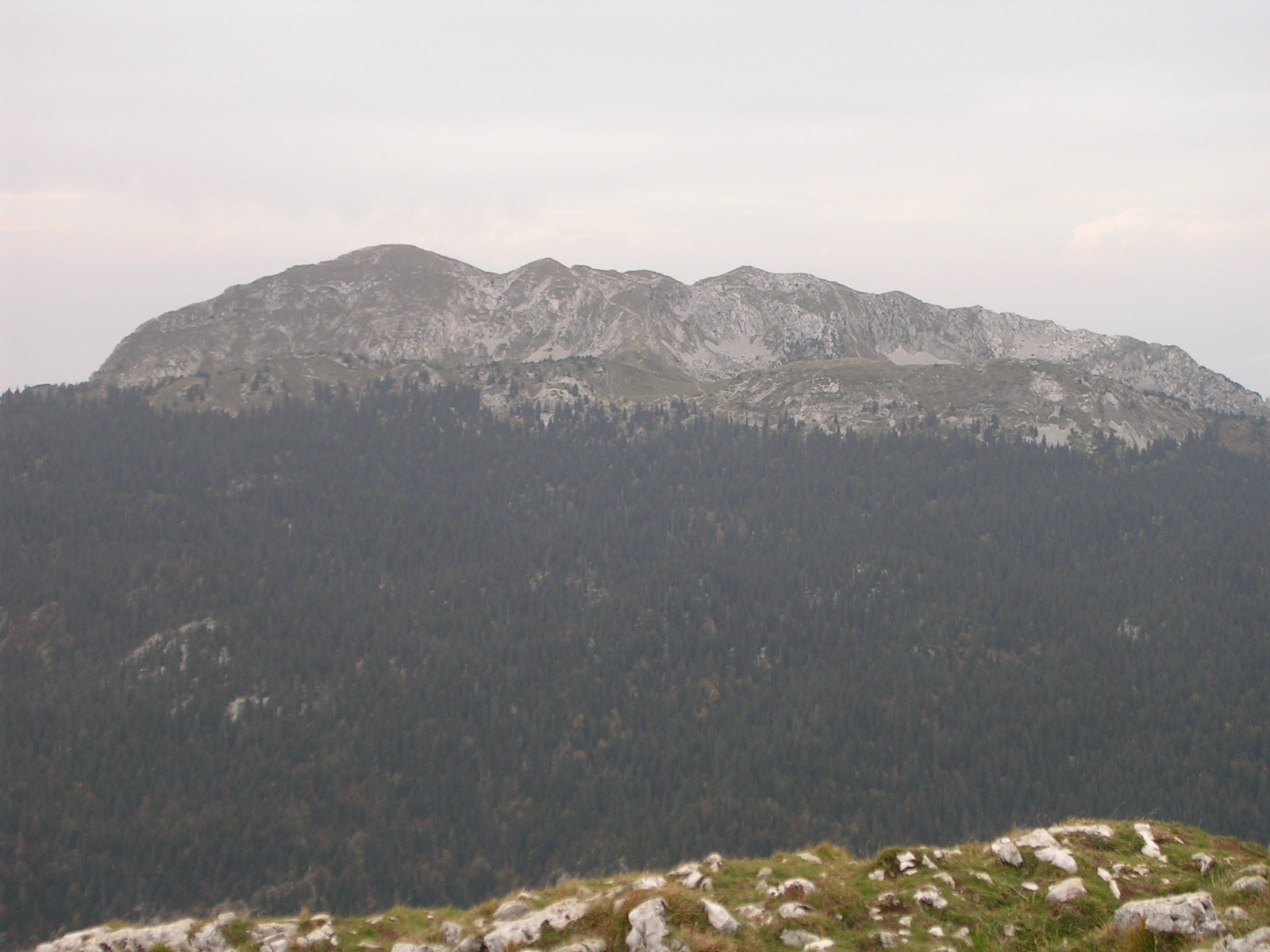
Vue du versant oriental de la Grande Sure depuis le sommet du Charmant Som.

L'itinéraire classique en randonnée pédestre commence au col de la Charmette, accessible par la route départementale 105 depuis Saint-Égrève en passant par Proveysieux. Après le chalet de la Charmette, à 200 mètres au nord du col, la piste forestière se transforme progressivement en simple sentier orienté vers le nord-ouest. Il permet de déboucher, après une heure et demie de marche environ, sur le col de la Grande Vache. Après une courte descente sur le col de la Sure, le sentier grimpe sur le versant oriental de la Grande Sure jusqu'à atteindre le sommet, au sud-ouest, après trente minutes supplémentaires de marche. Cette randonnée d'un dénivelé de 660 mètres ne comporte aucune difficulté et s'adresse à tout public. Le retour peut s'effectuer par le goulet d'Hurtières, au sud du col de la Grande Vache,.
L'ascension peut également s'effectuer par l'ouest, au départ des Trois Fontaines, sur le versant oriental du col de la Placette avec un dénivelé de 1 350 mètres. Après une série de lacets qui permettent de monter vers le nord, le sentier oblique vers l'est en passant après 45 minutes environ par un belvédère puis par le pas de la Miséricorde, qui comporte un passage exposé à la fois au vide et aux chutes de pierres mais relativement large et équipé de câbles. Peu après, il est possible de prendre au sud, à travers un cirque naturel par le sentier dit de Charminelle, balisé en jaune. On atteint la prairie du même nom au bout d'une heure supplémentaire. De là, prendre plein est sur un sentier qui devient relativement pentu, nécessitant même la pose des mains dans la cheminée de Lorzier. On débouche alors en amont du col d'Hurtières après 45 minutes. Prendre plein nord à travers les alpages, en passant à proximité du refuge d'Hurtières, jusqu'au col de la Sure, en une heure environ. L'ascension finale vers le sommet se fait par l'itinéraire classique,. Le refuge, situé à 1 546 mètres d'altitude,, est une annexe de la bergerie,. Si le bâtiment est en bon état, l'intérieur offre un confort plus sommaire, avec six couchages,. Du pas de la Miséricorde, il est également possible de continuer vers l'est avec une montée soutenue le long du ruisseau de l'Hérétang jusqu'à la Velouse, puis en remontant soit vers le col de la Sure, soit en gravissant l'arête méridionale. Une variante consiste, peu après le pas de la Miséricorde, à prendre sur la gauche au niveau du rocher du Coq, le long de la combe des Veaux, en s'aidant des mains par moments pour remonter jusqu'au chalet de Jusson. Celui-ci est situé à 1 553 mètres d'altitude,, et comporte huit couchages avec matelas,. De là, il faut gravir une prairie raide avec la croix sommitale comme point de repère. La partie finale est un couloir dont l'accès est indiqué par une stèle en forme de petite croix métallique et un balisage en jaune orangé. L'ascension jusqu'au sommet nécessite quelques mouvements d'escalade facile. Cette variante se parcourt en trois heures environ.

### Escalade
Une voie d'escalade nommée Une sauterelle à la Sure, d'une hauteur de 130 mètres, a été ouverte dans le pilier au sud du sommet. La marche d'approche se fait depuis le chalet de Jusson. Le bas de la voie est coté 5b mais il est possible d'éviter les dix premiers mètres en remontant par la gauche et en attaquant directement par les passages en 4c. Le haut de la voie alterne les passages allant du 3b au 4a. Il s'agit d'une variante ouverte par Mathieu Michel le 3 septembre 2006 d'une voie dont l'origine est inconnue.

### Spéléologie
Quelques gouffres ont été découverts dans les calcaires valanginiens ; les deux plus importants sont le gouffre du Loup Garou  d'une profondeur de 556 mètres, et le réseau Jacques Chalon avec un développement de trois kilomètres pour 314 mètres de profondeur.

### Protection environnementale
La Grande Sure est située au sein du parc naturel régional de Chartreuse, qui a été créé en 1995 et couvre depuis la révision de sa charte en 2008 767 km2. Le sommet fait également l'objet d'un classement en zone naturelle d'intérêt écologique, faunistique et floristique (ZNIEFF) de type I, qui s'étend sur 1 555 hectares des rochers de la Petite Vache et des Agneaux au nord jusqu'aux rochers de Chalves au sud en incluant le rocher de Lorzier.

## Dans la culture
La Grande Sure est l'un des sujets de prédilection du peintre Lucien Mainssieux, né et mort à Voiron (1885-1958).